# Amstrad
Amstrad — британская компания — производитель электроники. Основана в 1968 году Аланом Шугаром, название компании расшифровывается как Alan Michael Sugar Trading. В конце 1980-х Amstrad занимал значительное место на рынке персональных компьютеров Великобритании. В настоящее время компания полностью принадлежит BSkyB.
Штаб-квартира находится в Брентвуде, графство Эссекс.

## История

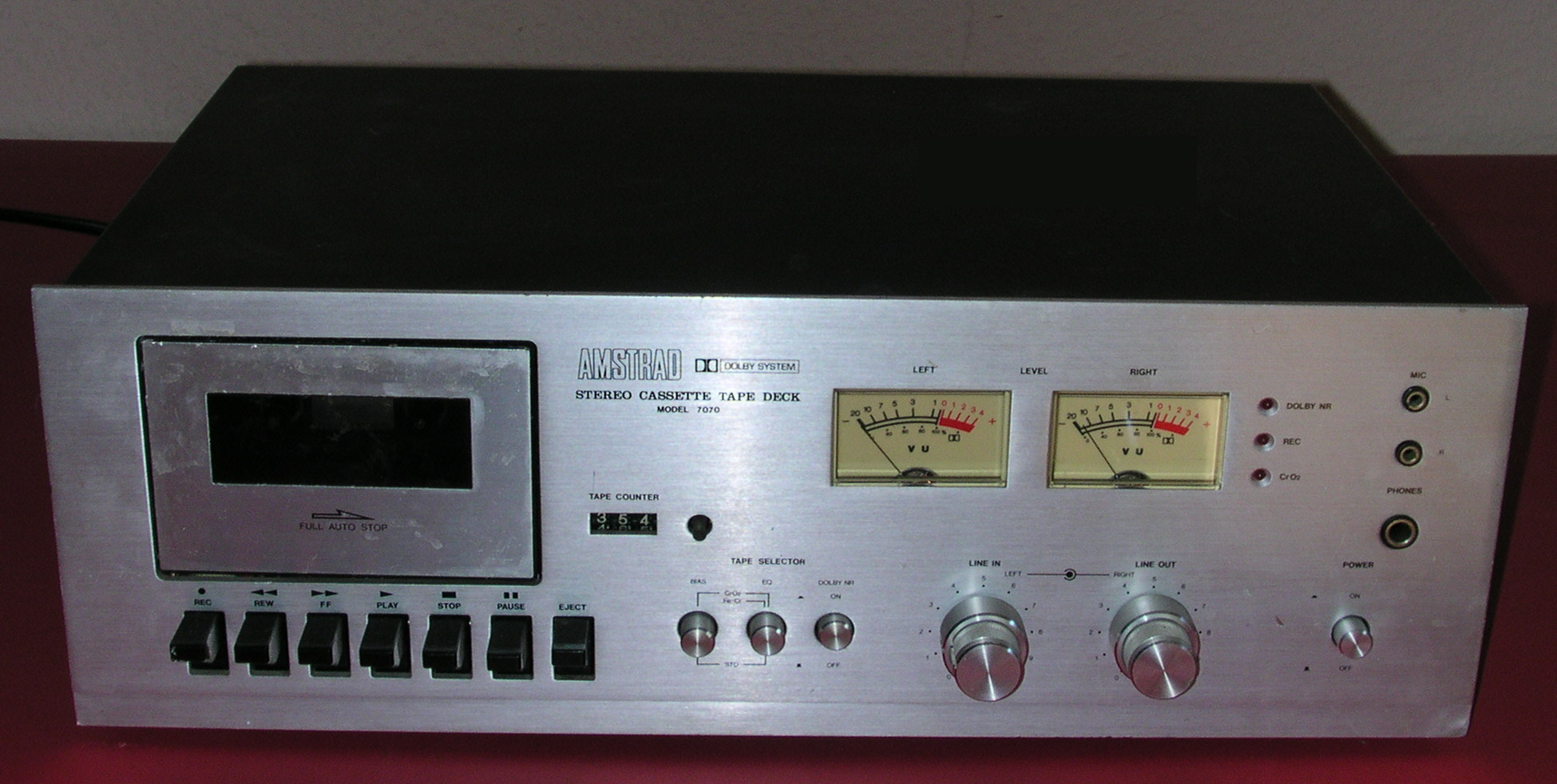
Кассетная дека Amstrad

Amstrad была основана в 1968 году и вышла на рынок потребительской электроники. В течение 1970-х годов Amstrad предлагала недорогие Hi-Fi системы, телевизоры и кассетные плееры для автомобилей. Низкая цена достигалась за счёт использования технологии литья пластмасс под давлением при изготовлении корпусов, что позволяло обходить конкурентов, работающих с процессом вакуумной формовки.
Amstrad также расширяла своё присутствие на рынке, импортируя аудиоусилители и тюнеры с Востока и продавая их под своим брендом на рынке Великобритании.
В 1980 году Amstrad выпустила акции на Лондонской фондовой бирже и удваивала свой размер каждый год несколько лет подряд. В 1984 году начался выпуск домашних компьютеров Amstrad CPC в попытке отобрать часть рынка у Commodore и Sinclair.

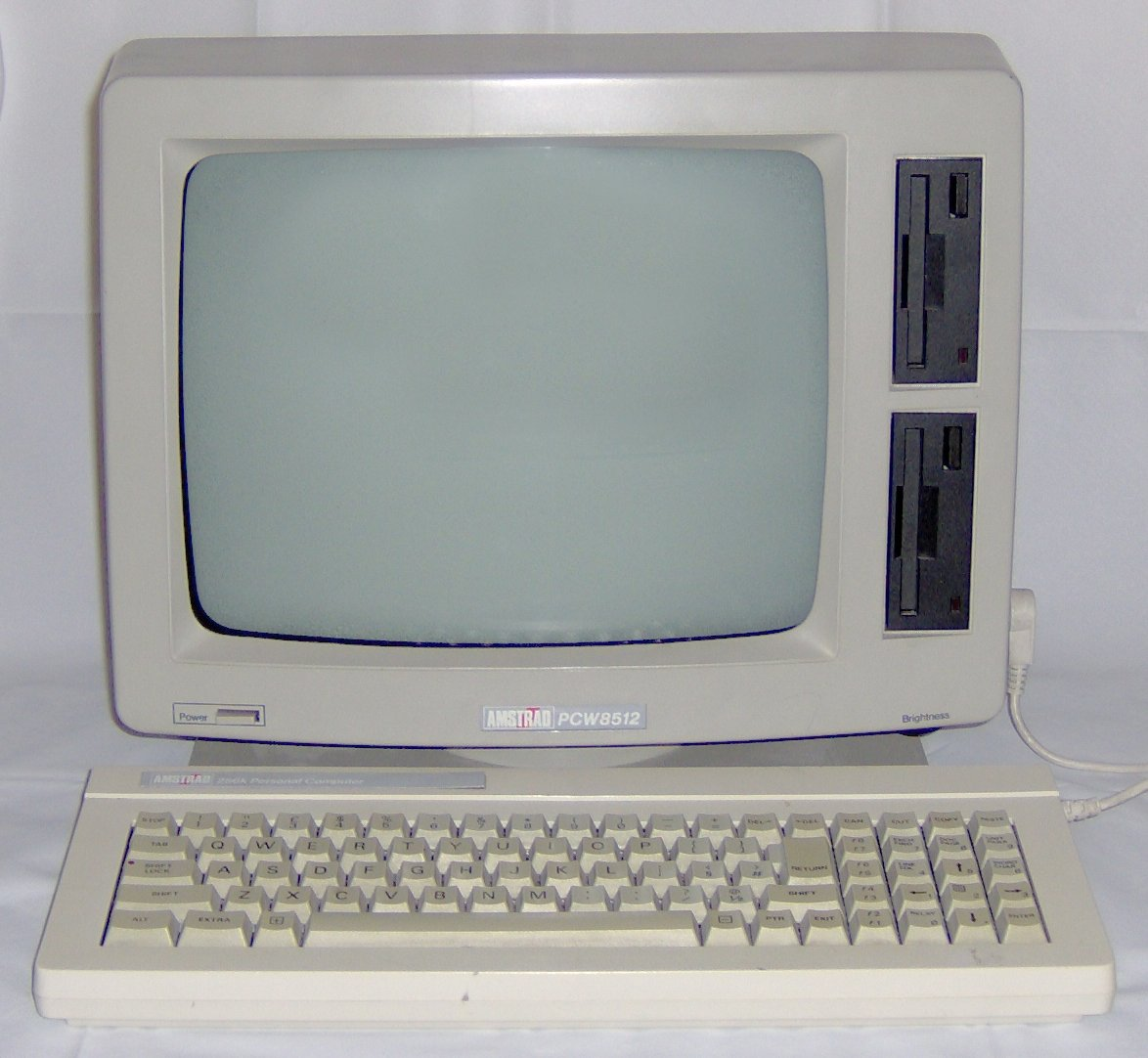
Текстовый процессор Amstrad PCW512

В 1985 году появились первые модели текстовых процессоров Amstrad PCW, которые поставлялись с принтером и работали под управлением программы LocoScript, но могли также запускать и операционную систему CP/M. Для разработки программного обеспечения в компании было выделено подразделение Amsoft.

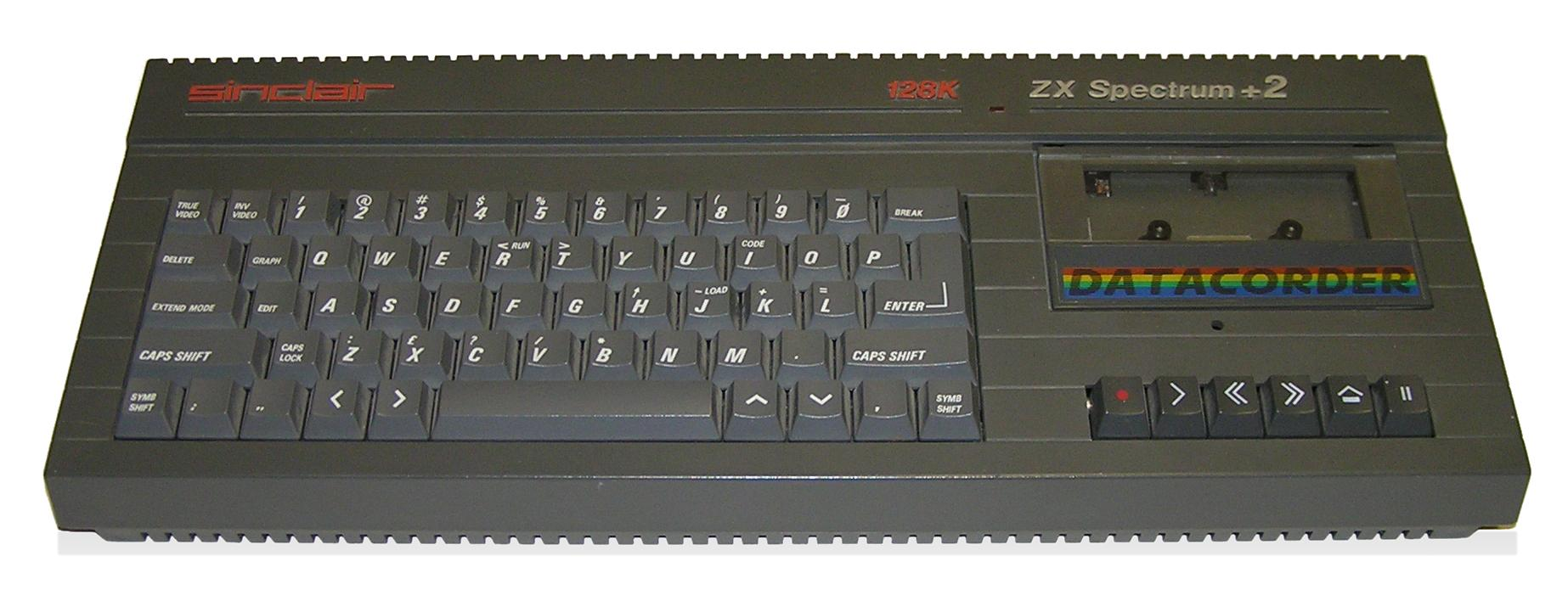
ZX Spectrum +2

7 апреля 1986 года Amstrad объявила о покупке у Sinclair Research за 5 миллионов фунтов «…права на производство и продажу по всему миру всех существующих и будущих компьютеров и компьютерной техники Sinclair вместе с названием бренда и теми правами на интеллектуальную собственность, которые относятся к компьютерам и сопутствующим товарам». Сделка включала в себя передачу всех нераспроданных ZX Spectrum и Sinclair QL, и Amstrad выручила только на продаже этих остатков больше, чем 5 миллионов фунтов, заплаченных Sinclair. Amstrad выпустила две своих модели Spectrum: ZX Spectrum +2, созданную на основе ZX Spectrum 128, со встроенным магнитофоном (как в CPC 464), и ZX Spectrum +3 со встроенным дисководом на 3 дюйма (подобно CPC 664).
Компания выпустила несколько моделей персональных компьютеров с операционной системой MS-DOS и графическим интерфейсом GEM, а позже — с Windows. Первая модель, PC1512, была выпущена в 1986 году по цене в 399 £ и оказалась очень удачной, у Amstrad оказалось около четверти европейского рынка таких машин. В 1988 году Amstrad выпустила первые портативные ПК PPC512 и PPC640, работающие под MS-DOS; встроенный ЖК-экран мог эмулировать видеоадаптеры MDA и CGA. В последней (неудачной) попытке использовать бренд Sinclair компактный настольный ПК был назван Sinclair PC200, а компьютер PC1512 также продавался как Sinclair PC500.
Второе поколение персональных компьютеров Amstrad, серия PC2000, была запущена в 1989 году. Но из-за проблем с жёсткими дисками Seagate ST277R, поставленными в модель PC2386, их пришлось отозвать для замены контроллера на Western Digital. Позже Amstrad успешно судился с Seagate, но скверные отзывы на проблемы с дисками в прессе привели к тому что Amstrad потерял лидирующее положение на европейском рынке персональных компьютеров.
В начале 1990-х Amstrad перенесла фокус на мобильные компьютеры. В 1990 году компания пытается выйти на рынок игровых приставок, сделав Amstrad GX4000 на основе Amstrad 464 Plus; но попытка дебютировать с 8-разрядной консолью закончилась коммерческим провалом, поскольку на рынке уже были 16-разрядные Mega Drive и Super Nintendo. В 1993 году Amstrad покупает лицензию у Sega и выпускает Amstrad Mega PC, систему, напоминающую Sega TeraDrive, с тем, чтобы сохранить своё присутствие на игровом рынке; но и на этот раз попытка оказывается неудачной, в основном из-за высокой начальной цены в 599 £. В том же году Amstrad выпускает карманный компьютер PenPad и выходит с ним на рынок на несколько недель раньше Apple Newton, но и это оказывается провалом из-за нескольких технических проблем и неудобного интерфейса.
После этого в Amstrad пытаются сосредоточиться на телекомах, в начале 1990-х компания приобретает Betacom, Dancall Telecom, Viglen Computers и Dataflex Design Communications. Amstrad стала основным поставщиком приёмников для британского провайдера спутникового телевидения Sky; Amstrad была ключевой компанией при выходе Sky на рынок в 1989 году как единственный поставщик приёмников и тарелок.
В 1997 году Amstrad PLC была ликвидирована, а её акции разделены между Viglen и Betacom. Betacom PLC была переименована в Amstrad PLC.

## Компьютеры Amstrad
Домашние компьютеры

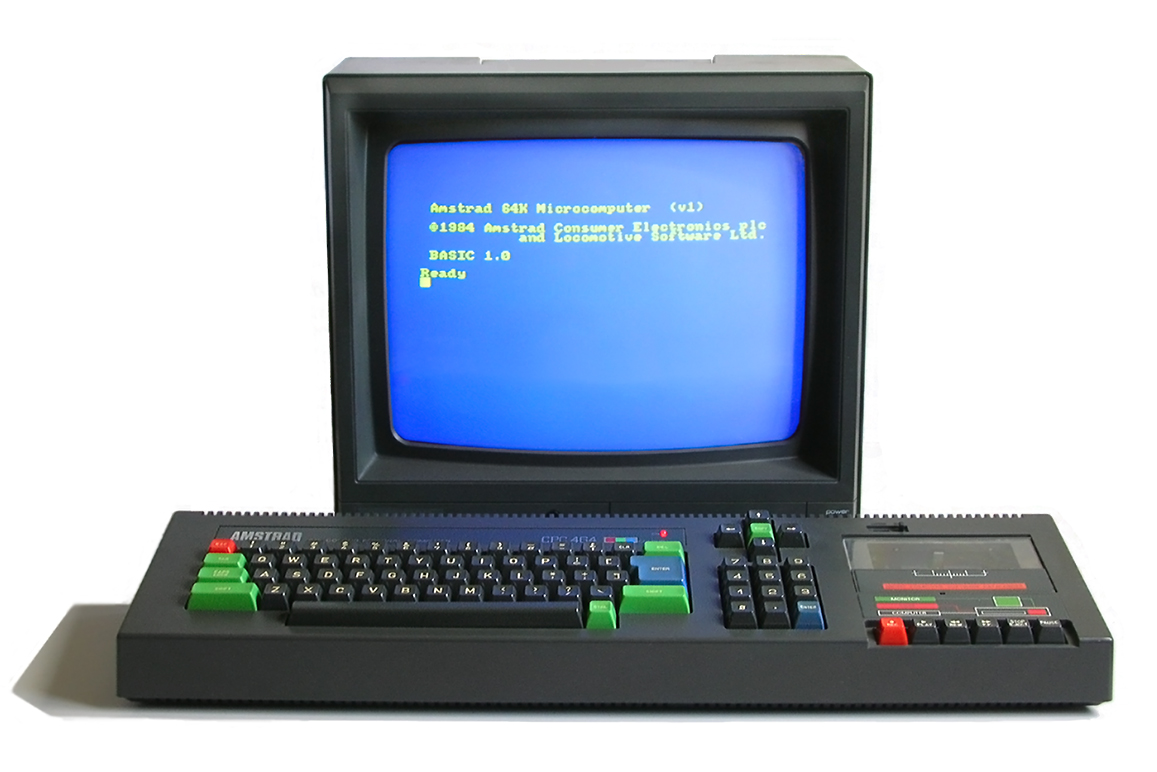
Компьютер Amstrad CPC 464

- Ряд Amstrad CPC: CPC464, CPC472, CPC664, CPC6128, 464 Plus, 6128 Plus
- GX4000 — игровая приставка на основе 464 Plus
- Sinclair ZX Spectrum +2, ZX Spectrum +3

Текстовые процессоры
- PCW8256, PCW8512, PCW9512, PcW9256, PcW9512+, PcW10, PcW16

Ноутбуки
- NC100, NC150, NC200

PC-совместимые
- PC1512, PC1640, PPC512, PPC640

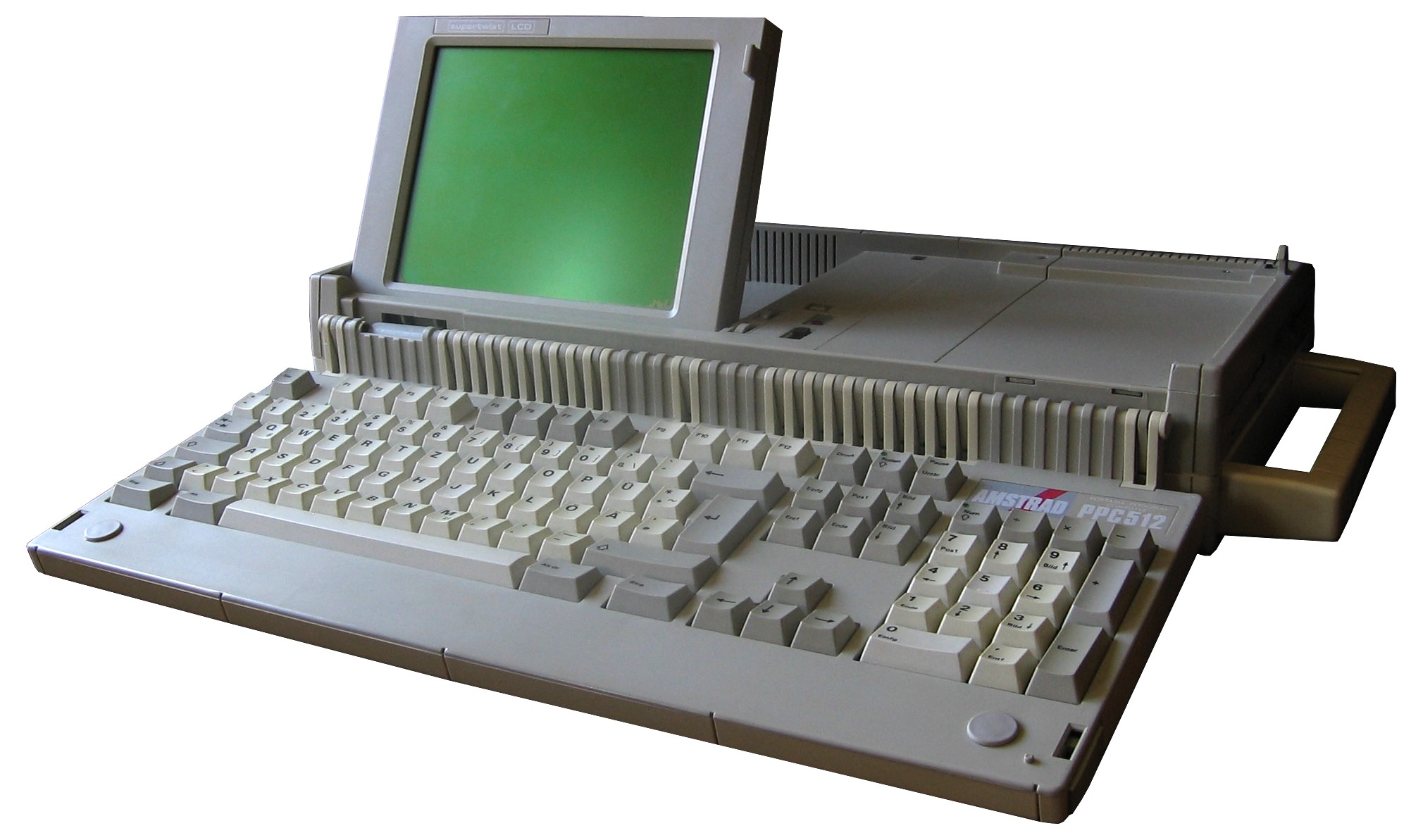
Amstrad PPC 512

- Sinclair PC200, PC-20, Sinclair PC500
- PC1286, PC1386, PC2086, PC2286, PC2386, PC3086, PC3286, PC3386SX, PC4386SX, PC5086, PC5286, PC5386SX, PC6486SX, PC7000, PC8486, PC9486, PC9555i

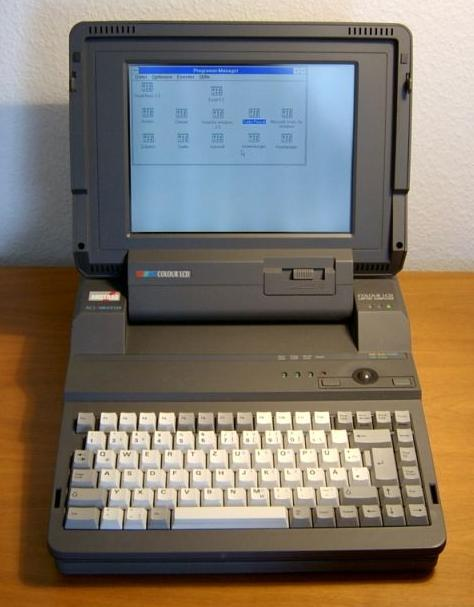
Amstrad ACL-386SX

- ALT286, ALT386SX, ACL386SX, ANB386SX

PC-периферия
- Принтеры: Amstrad DMP1000, DMP3000
- Модем: Amstrad SM2400

Прочее
- PDA600 PenPad — КПК
- Amstrad Sky+ — приёмник спутникового ТВ